# 253 v.Chr.
Het jaar 253 v.Chr. is een jaartal volgens de christelijke jaartelling.

## Gebeurtenissen

### Italië
- In Rome besluit Tiberius Coruncanius in het ambt van Pontifex Maximus privaatrechtelijk advies te geven en eist het alleenrecht op rechtskennis van het priesterschap.
- De Romeinse vloot wordt bij Lilybaeum (huidige Marsala) voor de kust van Sicilië geteisterd door noodweer, 150 schepen vergaan.

## Geboren
- Philopoemen (~253 v.Chr. - ~183 v.Chr.), Grieks staatsman en veldheer